# Episodi di Sisters (quinta stagione)
La quinta stagione della serie televisiva Sisters è stata trasmessa in anteprima negli Stati Uniti d'America dalla NBC tra il 24 settembre 1994 e il 6 maggio 1995.
| nº | Titolo originale            | Titolo italiano | Prima TV USA      | Prima TV Italia |
| -- | --------------------------- | --------------- | ----------------- | --------------- |
| 1  | Bombshell                   |                 | 24 settembre 1994 |                 |
| 2  | Blinders                    |                 | 1º ottobre 1994   |                 |
| 3  | I Only Have Eyes for You    |                 | 8 ottobre 1994    |                 |
| 4  | Falling Leaves              |                 | 15 ottobre 1994   |                 |
| 5  | Heroes                      |                 | 22 ottobre 1994   |                 |
| 6  | Scandalous                  |                 | 29 ottobre 1994   |                 |
| 7  | Down for the Count          |                 | 5 novembre 1994   |                 |
| 8  | Cold Turkey                 |                 | 12 novembre 1994  |                 |
| 9  | Paradise Lost               |                 | 19 novembre 1994  |                 |
| 10 | Twilight Time               |                 | 3 dicembre 1994   |                 |
| 11 | A Child Is Given            |                 | 17 dicembre 1994  |                 |
| 12 | No Pain, No Gain            |                 | 7 gennaio 1995    |                 |
| 13 | A Lullaby to My Father      |                 | 14 gennaio 1995   |                 |
| 14 | A Good Deed                 |                 | 21 gennaio 1995   |                 |
| 15 | A House Divided             |                 | 4 febbraio 1995   |                 |
| 16 | A Proper Farewell           |                 | 11 febbraio 1995  |                 |
| 17 | Angel of Death              |                 | 18 febbraio 1995  |                 |
| 18 | Sleeping with the Devil     |                 | 4 marzo 1995      |                 |
| 19 | Judgment Day                |                 | 1º aprile 1995    |                 |
| 20 | Word of Honor               |                 | 8 aprile 1995     |                 |
| 21 | Remembrance of Sisters Past |                 | 15 aprile 1995    |                 |
| 22 | A Fighting Chance           |                 | 22 aprile 1995    |                 |
| 23 | Matters of the Heart        |                 | 29 aprile 1995    |                 |
| 24 | Enchanted May               |                 | 6 maggio 1995     |                 |